# 兩鑿齒龍屬
兩鑿齒龍屬（學名：Diplotomodon）是種史前爬行動物，生存於上白堊紀的美國新澤西州，可能是種獸腳亞目恐龍，目前的狀態是疑名。
兩鑿齒龍的化石只有一根牙齒（編號ANSP 9680），發現於紐澤西州的格洛斯特縣，屬於Navesink組、或是Hornerstown組地層，是個海相沉積層，地質年代相當於白堊紀晚期的馬斯垂克階。這顆牙齒的長度約三吋，外形寬廣、平坦、具對稱性，沒有彎曲。
在1865年，約瑟夫·萊迪（Joseph Leidy）最初描述、命名這根牙齒，當時屬名為Tomodon，意為「銳利的牙齒」。他當時認為這個牙齒屬於肉食性的海生爬行動物，可能屬於蛇頸龍類。但在1853年命名的銳齒蛇屬，已優先使用這個名稱。因此在1868年，約瑟夫·萊迪將這個牙齒更名為恐懼兩鑿齒龍（Diplotomodon horrificus）。屬名在古希臘文意為「雙倍的銳利牙齒」；種名在拉丁文意為「令人恐懼的」。約瑟夫·萊迪當時則認為牠們是種魚類。目前的唯一種，只有模式種恐懼兩鑿齒龍（D. horrificus）。
在1870年，愛德華·德林克·科普提出這顆牙齒不是魚類，而是肉食性恐龍。之後古生物學界普遍認為牠們是恐龍。在1955年，Halsey Wilkinson Miller提出兩鑿齒龍是種滄龍科動物。在1990年，拉弗·莫納兒（Ralph Molnar）提出兩鑿齒龍是暴龍超科傷龍的異名。兩鑿齒龍目前普遍被認為是疑名。在2006年，大衛·威顯穆沛（David Weishampel）提出兩鑿齒龍是堅尾龍類的分類不明屬。

## 外部連結
- 恐龍博物館——兩鑿齒龍
- The Theropod Database on Diplotomodon